# Сен-Кристоль (Ардеш)
Сен-Кристо́ль (фр. Saint-Christol, окс. Sant Christol) — коммуна во Франции, находится в регионе Рона — Альпы. Департамент коммуны — Ардеш. Входит в состав кантона Ле-Шейлар. Округ коммуны — Турнон-сюр-Рон.
Код INSEE коммуны — 07220.

## Население
Население коммуны на 2008 год составляло 107 человек.
| 1962 | 1968 | 1975 | 1982 | 1990 | 1999 | 2008 |
| ---- | ---- | ---- | ---- | ---- | ---- | ---- |
| 248  | 216  | 174  | 145  | 116  | 92   | 107  |

## Экономика

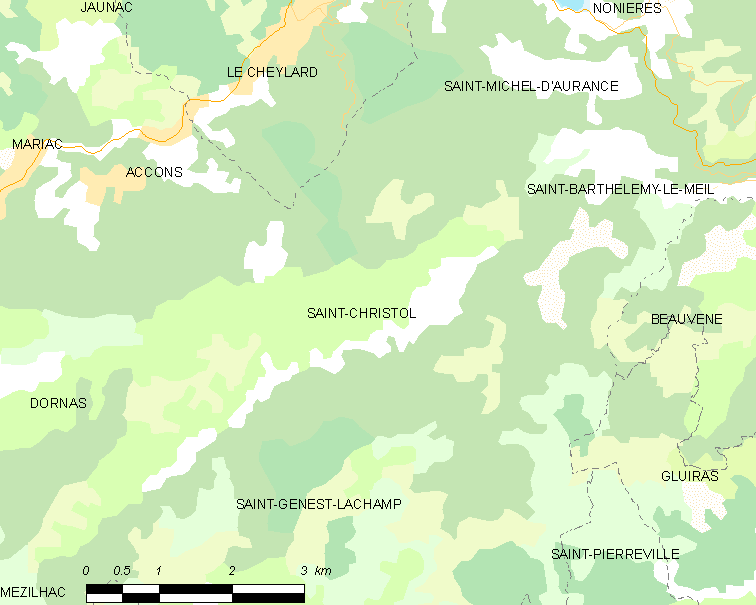
Карта коммуны

Основу экономики составляют сельское хозяйство и туризм.
В 2007 году среди 64 человек в трудоспособном возрасте (15—64 лет) 42 были экономически активными, 22 — неактивными (показатель активности — 65,6 %, в 1999 году было 69,8 %). Из 42 активных работали 39 человек (22 мужчины и 17 женщин), безработных было 3 (1 мужчина и 2 женщины). Среди 22 неактивных 6 человек были учениками или студентами, 13 — пенсионерами, 3 были неактивными по другим причинам.

## Достопримечательности
- Протестантская церковь XV века
- Замок Мирабель XVIII века